# Muscle Plus 4000
Muscle Plus 4000 (Weight Gain 4000 en version originale) est le deuxième épisode de la première saison de la série animée South Park. Il est diffusé pour la première fois sur Comedy Central aux États-Unis le 20 août 1997. Dans l'épisode, les habitants de South Park préparent avec enthousiasme la visite de Kathie Lee Gifford, mais M. Garrison met au point un plan afin de l'assassiner et se venger de son succès. Entre-temps, Eric Cartman devient dangereusement obèse après l'achat de Muscle Plus 4000, un produit utilisé dans le culturisme pour prendre de la masse.
Écrit et réalisé par Trey Parker et Matt Stone, l'épisode est évalué TV-14 aux États-Unis. Après l'épisode pilote, Cartman a une sonde anale, qui obtient de mauvais résultats d'audience, Comedy Central demande aux auteurs un nouveau script pour un épisode supplémentaire avant de confirmer son engagement pour une saison complète. Le script de Muscle Plus 4000 a permis à la chaîne de décider de garder la série. Il est aussi le premier épisode de South Park entièrement créé à l'aide d'ordinateurs, remplaçant le papier en stop motion.
Bien que certains aient critiqué l'épisode pour son langage cru et d'autres points jugés offensants après sa diffusion originale, d'autres ont salué en Muscle Plus 4000 une nette amélioration par rapport au pilote — notamment les dénonciations du consumérisme américain. L'épisode introduit des personnages récurrents comme Jimbo Kern, le maire McDaniels, Bebe Stevens et Clyde Donovan. C'est la première fois qu'une célébrité est caricaturée dans South Park.

## Contenu

### Synopsis
L’enseignant de l’école élémentaire de South Park, M. Garrison annonce que Cartman a remporté le concours national de rédaction Sauvons notre planète, à la grande colère de sa camarade de classe, Wendy Testaburger, qui le soupçonne aussitôt de tricherie. La récompense doit être remise en main propre par la présentatrice vedette Kathie Lee Gifford, à la joie des habitants de South Park. Le maire McDaniels décide de planifier un grand événement, dans l'espoir de relancer sa propre carrière. M. Garrison a pour tâche de mettre en scène une pièce de théâtre avec ses élèves afin de raconter l'histoire de South Park. Le maire McDaniels est horrifiée d'apprendre que La pièce jouée met en scène des pionniers qui attaquent sauvagement les Amérindiens.
De son côté, M. Garrison se remémore un souvenir d'enfance dans lequel Kathie Gifford lui vole la vedette dans un concours de jeunes talents. M. Garrison, manipulé par sa marionnette, M. Toque, élabore un plan afin d'assassiner Gifford et ainsi se venger. Il achète un fusil à l'armurerie de Jimbo afin de la tuer. Pendant ce temps, Cartman est très heureux de passer à la télévision, et le maire McDaniels lui demande de se mettre en forme pour la venue de Gifford. En regardant la télévision, Cartman voit une publicité pour un produit permettant de prendre de la masse, le Muscle Plus 4000, et demande à sa mère de lui en acheter. Cartman devient dangereusement obèse, bien qu'il estime être en excellente forme et jouir d'un corps d’athlète. À l'école, Wendy fouille dans les copies du concours afin de prouver que Cartman a triché. Conformément à ce qu'elle suspectait, elle découvre que ce dernier a marqué son nom sur un exemplaire de Walden de Henry David Thoreau. Dans La VF de l'épisode, le doublage fait référence à Croc-Blanc de Jack London. Wendy découvre également les plans d'assassinat de M. Garrison, et essaye, avec l'aide de Stan, de le faire renoncer.
Toute la ville participe à l'évènement, et Chef chante une chanson à Gifford pour la séduire. M. Garrison est prêt à tirer depuis la bibliothèque, mais Kathie Lee est protégée par une cloche en verre blindé. Wendy et Stan arrivent et tentent de l'arrêter, mais M. Garrison tire quand même un coup et rate sa cible, touchant Kenny à la tête. Kenny est propulsé dans les airs et s'empale sur le mât d'un drapeau de bienvenue. Les gardes du corps de la star l'emmènent loin de South Park, ce qui contrarie Cartman qui voit sa chance de passer à la télévision lui passer sous le nez. Wendy révèle que Cartman a triché sur sa rédaction, mais les habitants sont trop préoccupés par le départ de Gifford pour y prêter attention. M. Garrison se retrouve dans un hôpital psychiatrique où M. Toque est placé dans une camisole de force. M. Garrison s'excuse auprès des enfants d'avoir gâché leur chance de passer à la télévision, Kyle lui explique alors que Cartman passe dans l'émission de Geraldo Rivera, Geraldo, en raison de son obésité. L’épisode se conclut avec Chef et Kathie Gifford au lit regardant l’émission.

### Production

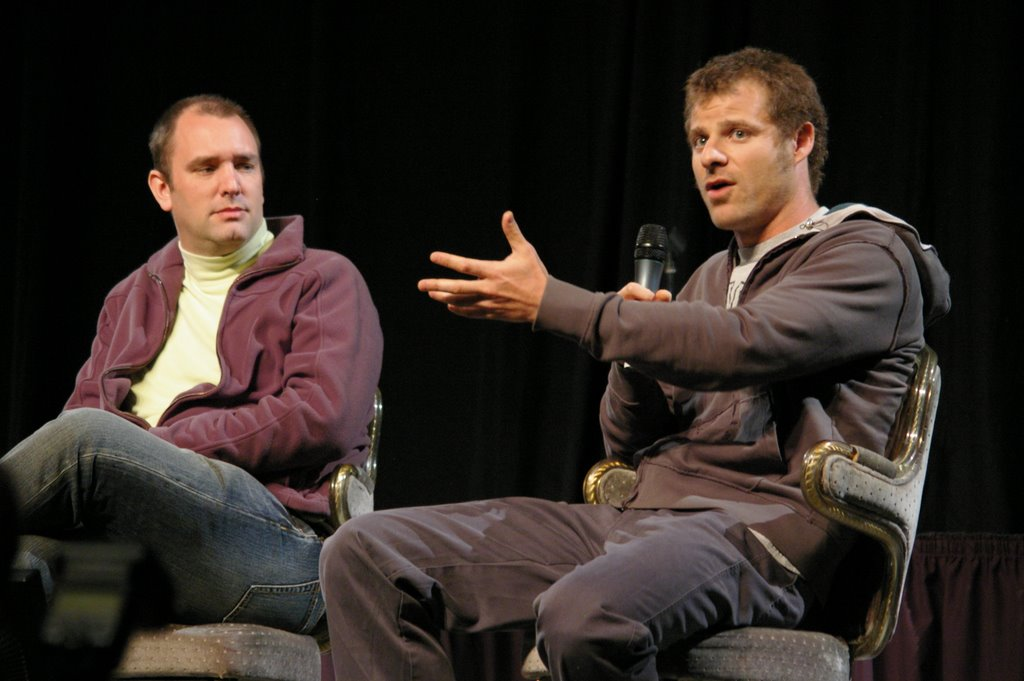
Matt Stone et Trey Parker.